# 芦田知子
芦田 知子（あしだ ともこ、1994年11月30日 - ）は、日本のAV女優。埼玉県出身。スタイルワン所属。

## 略歴・人物
趣味・特技は、バスケットボール・映画鑑賞
2014年にデビューしたロリ系のAV女優。

## 出演作品

### アダルトDVD
2014年
- 現役大学生 決意の処女喪失デビュー（2月1日、キャンディ）
- 初めてのぶっかけ・緊縛・輪姦 芦田知子 18才（3月14日、FIRST STAR）
- ガチ催眠×素人少女 ブログにモデル応募の処女同然の赤面あがり症お嬢様18歳は思春期の素直を利用した暗示洗脳で全身性感帯＆潮吹き過呼吸ケイレン絶頂＆瞳孔パックリでザー汁丸飲み性玩具操り人形（3月21日、TMA）
- 犯された女子高生 －美形アスリート少女の嗚咽と絶望－（4月19日、エスワン）
- ママは知らない…思春期の娘とパパの歪んだ愛の日常。 ともこ149cm（4月1日、ミニマム）
- 素人○リータ生中出し ともこ（4月1日、プラム）
- おじちゃんは嫌いだけどおじちゃんのおちんちんはみんなより太いから好き（4月11日、ワープエンタテインメント）
- ロリ顔の姉 芦田知子 18歳（4月18日、ロリ専科）
- 出会って援交ロリィちゃん。 ゆきな（4月25日、FIRST STAR）※「ゆきな」名義
- 女子校生はマーメイド ぶっかけごっくん中出し バカップル 3（5月7日、桃太郎映像出版）
- 半年前まで処女だったあの娘が、精子飲む。（5月9日、ワープエンタテインメント）
- 甘えんぼ。らぶホール（5月13日、色眼鏡）
- 入浴中の姉を襲い風呂場でレイプする弟の投稿映像（5月16日、S-CRIME）
- 美少女即ハメ白書 24（5月23日、ソクハメラボ）
- ナニされても絶対、寝てなきゃダメ!!（6月6日、ワープエンタテインメント）
- GET! 素人ナンパ No.164 スキー・ゲレンデ・軽井沢（6月7日、桃太郎映像出版）
- ザー汁20連発ごっくん輪姦（6月13日、FIRST STAR）
- 痴漢を見てもされても何も言えないうぶな女子校生グループの中に割り込んで囲ませて犯りまくれ!（6月19日、ナチュラルハイ）
- お兄ちゃん!一生のお願い!私のアソコに指入れて!! と今にも泣き出しそうな顔をして僕に助けを求めてきた妹。部屋にある物をマ○コの中に入れてオナニーしていたら自分では取り出せなくなったらしく勇気を出して僕にお願い。戸惑いながらも指を入れるとヌルヌルしてて中々取り出せずどんどん感じだす妹に僕は理性を失った…!（6月19日、Hunter）
- 日本の女性器大図鑑 私のオマ●コ見て下さい 40人4時間 DX vol.04（6月20日、BURST）
- 一人暮らしを始めた僕を訪ねて姉が上京。十年ぶりに同じ布団で寝るも、クーラーは故障…暑さと緊張で寝付けない僕に、寝返りを打った姉の汗だくおっぱいが顔面直撃!!（7月25日、SCOOP）
- 暴れん坊ザーメン（8月8日、ワープエンタテインメント）
- 究極の名器 受精確実 絶叫激イキ中出し ともこ（8月13日、無垢）
- キミだけに語りかけ! ロリ校生20人! オマ●コぴちゃぴちゃ指入れ自画撮りオナニー 4時間DX vol.10（8月15日、ロリ専科）

2015年
- 姉夜這い中出し盗撮レイプ（3月20日、sister）
- ともちゃんのパイパンおま●ちょ（5月13日、おやゆび姫）
- ド田舎の川辺で無垢な女の子に悪戯してそのまま近くの温泉で乱交しちゃいました。 3（5月19日、キチックス）
- ハジめての野外露出 ドキドキ羞恥さんぽ（5月22日、FIRST STAR）
- THE中出し強姦村 秘境で毎年種蒔きの時期に行われる大人たちから少女へのヒミツの儀式（6月19日、キチックス）
- 無垢なコスプレイヤー 中出し性教育 ともこ（7月13日、無垢）
- 大塚で隠れ人気!! 花びら回転専門ごっくんピンサロ店（8月1日、MOODYZ）
- 危険日直撃!! 子作りできるソープランド 6 自宅ソープ編（8月6日、Mr.michiru）
- おさわり禁止の手コキデリヘル嬢にデカチンを見せつける!デカチンに夢中になったところでそのまま生ハメ!手コキ嬢にまさかの生中出しするまでを完全盗撮!（8月20日、Mr.michiru）
- たべごろ 芦田知子 つるんつるんのパイパン彼女といいなり温泉旅行（8月21日、たべごろ）
- 本物志向のコスプレイヤーに本物の中出しを教えてあげる。ともこ 【パイパン】 擬似ナシ正規精子8発（9月1日、ミニマム）
- ともこベスト 8時間（9月11日、FIRST STAR）※総集編
- 本日出勤の未成年JK泡姫! これは事件だ! ウブな女子校生が内緒でバイトしている中出し出来ちゃう特Aソープ店!（9月13日、マルクス兄弟）
- 極悪業界カメラマンは特製媚薬オイルでマッサージと偽って現役地下アイドルやアイドル志願の素人娘を喰いモノにする! …気が付けば全身痙攣で理性がブッ飛び失神寸前!!（9月25日、UMANAMI）
- イジメられっ娘コスプレイヤー中出し撮影会（10月8日、親父の個撮）
- 完全素人限定 ネトナンで有名志向の素人娘を出会って即ガチ性交!! 可愛過ぎるJK限定で、4人の素人娘をみだれ喰い!!（10月13日、マルクス兄弟）
- 生まれて初めてのおしり。 アナルはもう一つのマ○コだと教えられる。 コスプレ少女編 ともこ PP【パイパン】（11月1日、ミニマム）
- 女子校生のブルマと太もも 〜ちょっとだけレズ風味〜（11月5日、フリーダム）
- ドM変態美少女ザーメン&小便ごっくん顔面崩壊調教（11月6日、クリスタル映像）
- たべごろ混浴温泉 ムチムチえろえろソープ娘全6名（11月20日、たべごろ）
- 野外羞恥露出　発育中のロリペットいいなりスケベな娘全6名（11月20日、たべごろ）
- お嬢様学園の連続射精クラブ 2（12月5日、フリーダム）
- 制服JK指入れオナニー（12月13日、マルクス兄弟）
- 過激すぎる！パイパン童顔娘の露出着エロ（12月18日、たべごろ）
- ももまん和室淫行　鬼畜なオヤジに弄ばれたロリ娘の愛液全8名（12月18日、たべごろ）

2016年
- 全裸電気あんま48手（1月5日、フリーダム）
- SUPER JUICY SHIJIMI 蜆 ～純真美少女拷問絵巻～ 芦田知子（1月13日、BabyEntertainment）
- キスに興味を持ち始めた妹に媚薬を口に含んでベロキスしたらアヘトロ顔でイキまくるセックス大好きっ子に激変！（2月6日、ナチュラルハイ）
- 天使のアナル W二穴・中出しパイパン　みく ともこ（2月12日、ケイ・エム・プロデュース）
- ENDRESS BLACKHOLE vol5 ～終わりなき黒い穴～（2月13日、BabyEntertainment）
- 新春×水着×限界（3月10日、ブルーウィステリア企画）
- 媚薬自慰キメ狂いオーガズム！！VOL.2（3月13日、BabyEntertainment）
- 超密着！JKプロレス（3月20日、レイディックス）
- ロリ専科 出張オイルマッサージ 美少女騙し撮り 3（5月1日、グレイズ）
- 夏休み中のウブな女学生達と温泉旅館で中出し乱交した記録集（5月19日、キチックス/妄想族）
- 制服のままで放課後レズ遊び（6月13日、MARX）
- 完全主観 罵倒地獄 Vol.5 ～罵られて勃起する男達の子守唄～（7月5日、フリーダム）
- 女子高生オマンコずっぽし指入れオナニー（7月10日、グランドテン）
- 『あの●●●な美少女』がAVデビュー 初撮りBest Collection 本職はアイドル！ アスリート！！  本職は人に見られるお仕事なんです（9月7日、桃太郎映像出版）
- ニオイを感じる 足裏 3（11月5日、フリーダム）

### イメージDVD
- 放課後女子 いっぱいイジって欲しい（2015年6月19日、メディアブランド）※「上原ことみ」名義